# Carl Ernst Morgenstern
Pour les articles homonymes, voir Morgenstern.
Carl Ernst Morgenstern (né le 14 septembre 1847 à Munich, mort le 9 septembre 1928 à Wolfshau) est un peintre allemand.

## Biographie
Le père de Morgenstern, Christian E. B. Morgenstern, est également peintre paysagiste à la cour de Louis Ier de Bavière. Il reçoit ses premières leçons de lui. Son grand-père est peintre miniaturiste.

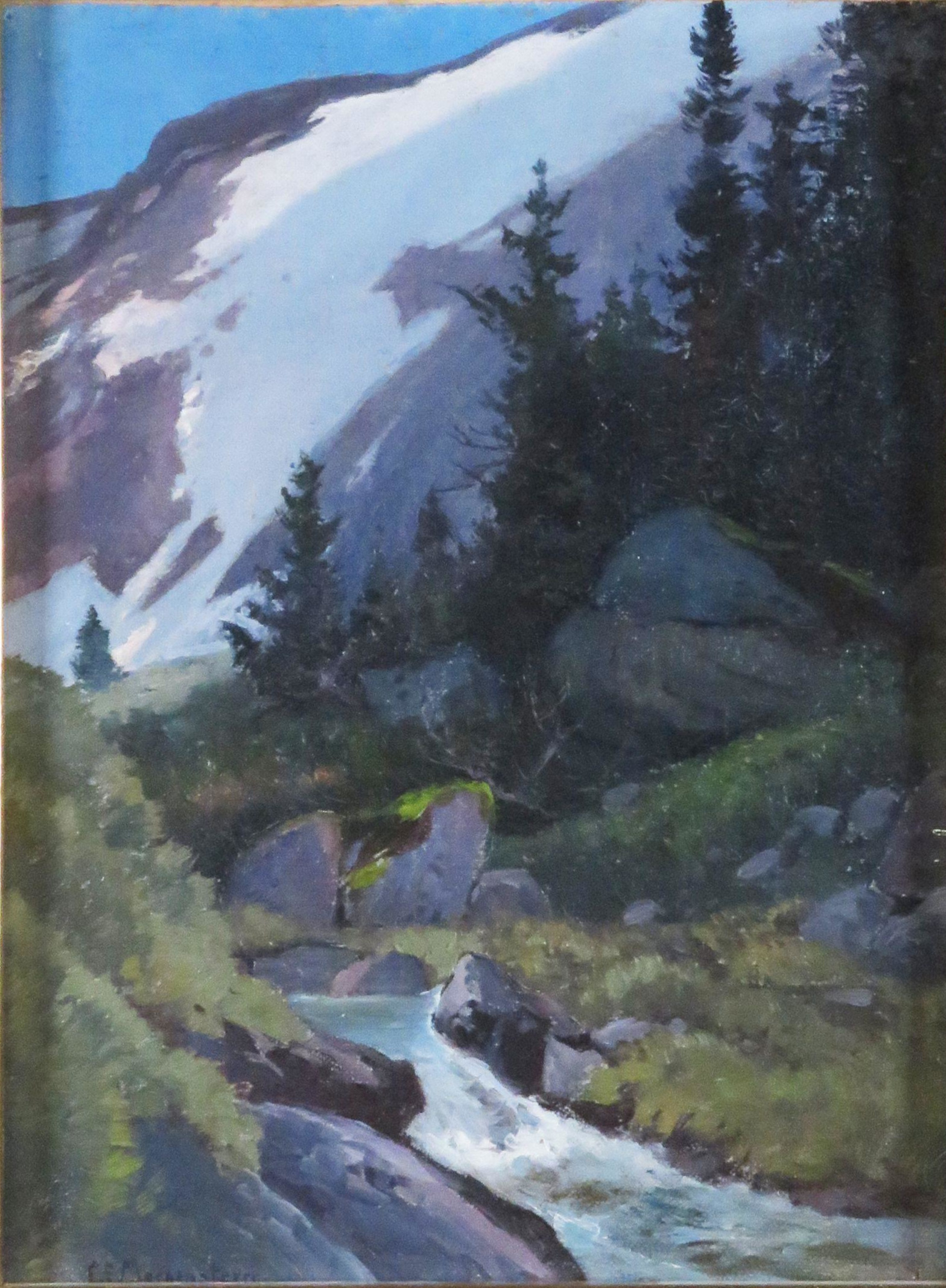
La Dernière Neige

Le miniaturiste munichois Carl Restallino (1776-1864) fut son père adoptif et professeur pendant un certain temps, d'autres professeurs sont Josef Schertel (de), Eduard Schleich et Theodor Kotsch. Il complète ses études par des voyages en France, en Belgique, en Hollande et en Suisse.
En 1883, il est nommé professeur à l'École des Arts et Métiers de Breslau. Il reprend la classe nouvellement créée pour la peinture de paysage, où, sous l'impression de l'école de Barbizon, il introduit la peinture en plein air dans le programme. Trois ans plus tard, il prend également la direction d'une classe de gravure. Morgenstern est enseignant jusqu'en 1913. En 1913, il crée une fondation avec Elisabeth Morgenstern.
Il épouse Charlotte, fille de Josef Schertel, décédée de la tuberculose à Bad Aibling en 1881. En 1894, il divorce de sa seconde épouse, Amélie von Dall'Armi de Starnberg. Un peu plus tard, il épouse son élève Elisabeth Reche, décédée en février 1914. Son fils, le poète Christian Morgenstern, né en 1871, est issu de son mariage avec Charlotte Schertel. En 1890, il s'installe à Wolfshau, au sud de Krummhübel.